# Tusitala guineensis
Tusitala guineensis es una especie de araña saltarina del género Tusitala, familia Salticidae. Fue descrita científicamente por Berland & Millot en 1941.
Habita en Guinea.